# Monceau-sur-Sambre
Pour les articles homonymes, voir Monceau et Monceaux (homonymie).
Monceau-sur-Sambre (en wallon local : Li Moncha-so-Sambe, ou encore en wallon standardisé : Moncea-so-Sambe) est une section de la ville belge de Charleroi située en Wallonie dans la province de Hainaut.
Rattachée à Marchienne-au-Pont de 1795 à 1822, Monceau-sur-Sambre était une commune à part entière jusqu'à la fusion des communes de 1977.

## Toponymie
Moncha est la traduction en wallon local des mots éminence, hauteur, relief, colline. Monceau-sur-Sambre signifie donc petit mont au bord de la Sambre.
Citée sous l'appellation de :
- Monchiel dans des documents de 1121, 1416, 1432, 1445, 1498 et pendant le haut Moyen Âge ;
- Monchial dans des documents de 1290 et 1350 ;
- Monchiaul dans un document de 1435 ;
- Monchea dans un document de 1420 ;
- Moncheau dans des documents de 1425, 1464, 1475 et 1509 ;
- Monceau dans des documents de 1517 et 1557 ;
- Monceau-sur-Sambre au XIXe siècle.

## Géographie

### Géographie physique

#### Relief
Altitudes : minimum de 104 m. au niveau de la Sambre et maximum de 180 m. au lieu-dit "Les quatre seigneuries", rue Fosse du Bois.

#### Géologie
Le sous-sol de la section est entièrement constitué par du terrain houiller. Dans la partie méridionale apparaît une bande de calcaire carbonifère. Le limon n'affleure que sur quelques surfaces disséminées, le reste du sol arable étant du schiste houiller. Des alluvions anciennes déposés par la Sambre, l'Ernelle et le Piéton tapissent le sud de la section. Le grès houiller inférieur a été exploité, à ses affleurements, comme pavés et moellons de construction. La partie nord est tapissée de sable de l'ère tertiaire.

#### Hydrographie
La section est arrosée :
- au Nord, par le Préa qui coule du Bois du Rognac[Note 2] et qui se jette dans le Moulin de Souvret à Roux ainsi que par le Judonsart qui coule de Goutroux et qui se jette dans le Piéton.
- à l'Est par le Piéton, presque entièrement voûté, et qui coule parallèlement au canal Bruxelles-Charleroi.
- au Sud et à l'Est par la Sambre qui coule du lieu-dit « La jambe de bois » [Note 3];
- de l'Ouest à l'Est par l'Ernelle, qui coule de Goutroux, parallèlement à la rue de Mons (N.90).

### Géographie politique
Au moment de l'invasion romaine au Ier siècle av. J.-C., le site est occupé par les Pleumosiens, clients des Nerviens. Sous les Romains, Monceau dépend du grand Pagus de Lomme. Pendant la période franque, le grand Pagus de Lomme, dont le chef-lieu est Gembloux, a sous sa juridiction le pagus moyen de Darnau, dont Monceau fait partie, côtoyé à l'ouest par le pagus moyen d'Hainault. Les lieux-dits « chemin du sars d'Hainaut et sart Hainault », au nord-ouest de Monceau, rappellent ce voisinage.
À l'époque franque, Monceau et Marchiennes forment une même paroisse et à une date - antérieure au 25 mars 980 - que nous ne connaissons pas, Marchiennes avec toutes ses dépendances et son ban sont léguées au chapitre de Saint-Lambert de Liège ; cette donation est confirmée par le pape Innocent II dans une bulle du 16 mai 1143. En 1245, le chapitre cède Marchiennes au prince-évêque de Liège en échange de deux moulins.
La principauté de Liège est divisée en quartiers et chaque quartier est divisé en districts dont le nombre varie suivant son étendue. Le quartier d'Entre Sambre et Meuse dont la paroisse de Marchiennes-Monceau fait partie, comprend cinq districts : dans le deuxième on trouve Couillet, Landelies, Leernes, Mont-sur-Marchienne, Montigny-le-Tilleul, Marchienne-au-Pont et Monceau-sur-Sambre.
Sous la République française, sous l'Empire et - partiellement - sous le Royaume des Pays-Bas, soit de 1795 à 1822, Monceau fait partie de Marchiennes. La commune recouvre son « indépendance » par arrêté du roi Guillaume Ier des Pays-Bas du 4 mars 1822.

### Géographie ecclésiastique
Monceau et Marchiennes ne font qu'une même paroisse jusqu'en 1838. Monceau-sur-Sambre est une paroisse du doyenné de Marchienne-au-Pont, dans le diocèse de Tournai. L'église Saint-Louis de Gonzague n'étant plus ouverte au culte depuis mai 2000, les offices religieux sont célébrés à Marchienne-au-Pont.

### Toponymie de quelques lieux-dits
Les Quatre Seigneuries : au nord-ouest de la section, où se dresse le château d'eau, près des rues J-B. Van Petegem et A. Deltenre. Un document de 1467 y situe la limite des bois du Prince de Liège, du Seigneur de Monceau et du Seigneur de Fontaine et de Landely (Landelies). Une borne de pierre bleue porte les initiales suivantes, sur ses quatre faces : L = Landelies (au sud); F.L = Fontaine-l'Évêque; M = Marchienne; M = Monceau).
Les Grands Trieux : lieu-dit, à la limite de Goutroux, signifiant les grands pâturages. Depuis 1992, nom du quartier nord de Monceau.
Rognac : lieu-dit aux confins nord-ouest de Monceau, vers les bordures boisées du bois dit des XXIV bonniers. Cet endroit écarté et inhabité désigne un ravin marécageux, avec des sources abondantes. Dans le radical se retrouve l'élément graphique le plus usité dans toutes les langues, pour la désignation de l'eau courante.
Ruau : au nord-est de Monceau, vers Roux, commune à laquelle partant du Ruau même, conduit la rue de Roux. Ruau provient du roman rode, équivalent de sart. Ont une signification similaire, après Roux, le champ des Ruaux à Pont-à-Celles ; les Ruaux à Arsimont ; le blanc ruwau à Sivry ; Ruage à Blandain (Hainaut) ; Rua à Amay (Liège) ; Roua à Pailhe (Liège) ; Rouats à Stoumont ; ferme de Ruart (autrefois Ruwa) à Webbecom (Brabant) ; le roux de Mahihan, à Gouy-lez-Piéton. Quant aux laminoirs du Ruau, ils ont été établis par Émile Constant Bonehill,.
Le Hameau : au sud-ouest de Monceau, vers Landelies et Morgnies. Se prononce hamellum en bas-latin ; hamial, hameal en roman ; « hameau » en français ; hem, heim en allemand. Partie de Monceau appelée avouerie (vouverie) en 1467, eut son voweit (avoué) particulier, plus tard son maître de ville (cité en 1626) et enfin son bourguemaître (encore mentionné en 1782) de communauté, concurremment avec les mandataires des manants de Monceau. Depuis 1992, nom du quartier sud de Monceau.

### Principaux axes routiers
Axe routier est-ouest (N.90) de Charleroi à Mons : route de Mons et rue de Mons, vers Morgnies. Cet axe routier a été tracé à l'époque napoléonienne, vers 1810.
Les trois axes routiers ci-après figurent déjà sur les cartes de cabinet des Pays-Bas autrichiens, levées à l'initiative du comte de Ferraris de 1770 à 1778.
1. Axe routier sud-nord de Marchienne-au-Pont à Trazegnies : rue de Trazegnies, actuelle Nationale 583 et, à partir du carrefour du Ruau, rue de Roux (actuelle Nationale 584).
2. Axe routier ouest-est au cœur de Monceau : rue de Goutroux, place Sabatier, rue du Calvaire.
3. Axe routier est-ouest : chemin du Hameau et rue de Landelies.

### Transports publics

#### TEC Charleroi
La localité est sillonnée par :
- les bus du TEC Charleroi des lignes 43, 50, 51, 52, 71, 72, 73, 74, 75, 83 et 172 ;
- le Métro léger des lignes M1 et M2.

#### Voies ferrées (Infrabel)
Les voies d'accès sud (voies 1 et 2 de Marchienne-au-Pont) à la gare marchandises de formation de Monceau, électrifiées sous 3000V CC.
Pour le trafic voyageurs, Monceau-sur-Sambre est desservi par la gare de Marchienne-au-Pont, parcourue par :
1. la ligne 112 Mons-Charleroi via La Louvière-Sud : double voie électrifiée sous 3000V CC., voies 1 et 2 en gare de Marchienne-au-Pont.
2. la ligne 124 A, doublement de la ligne 124 entre Luttre et Charleroi-Central : double voie électrifiée sous 3000V CC., voies 1 et 2 en gare de Marchienne-au-Pont.
3. la ligne 124 de Bruxelles-Midi à Charleroi-Central : double voie électrifiée sous 3000V CC., voies 3 et 4 en gare de Marchienne-au-Pont.

## Démographie
| 1801 | 1846  | 1900  | 1947  | 1977  | 2001  | 2008  |
| ---- | ----- | ----- | ----- | ----- | ----- | ----- |
| 250  | 1 468 | 8 308 | 9 715 | 9 960 | 9 547 | 9 662 |

## Histoire

### Ancien Régime

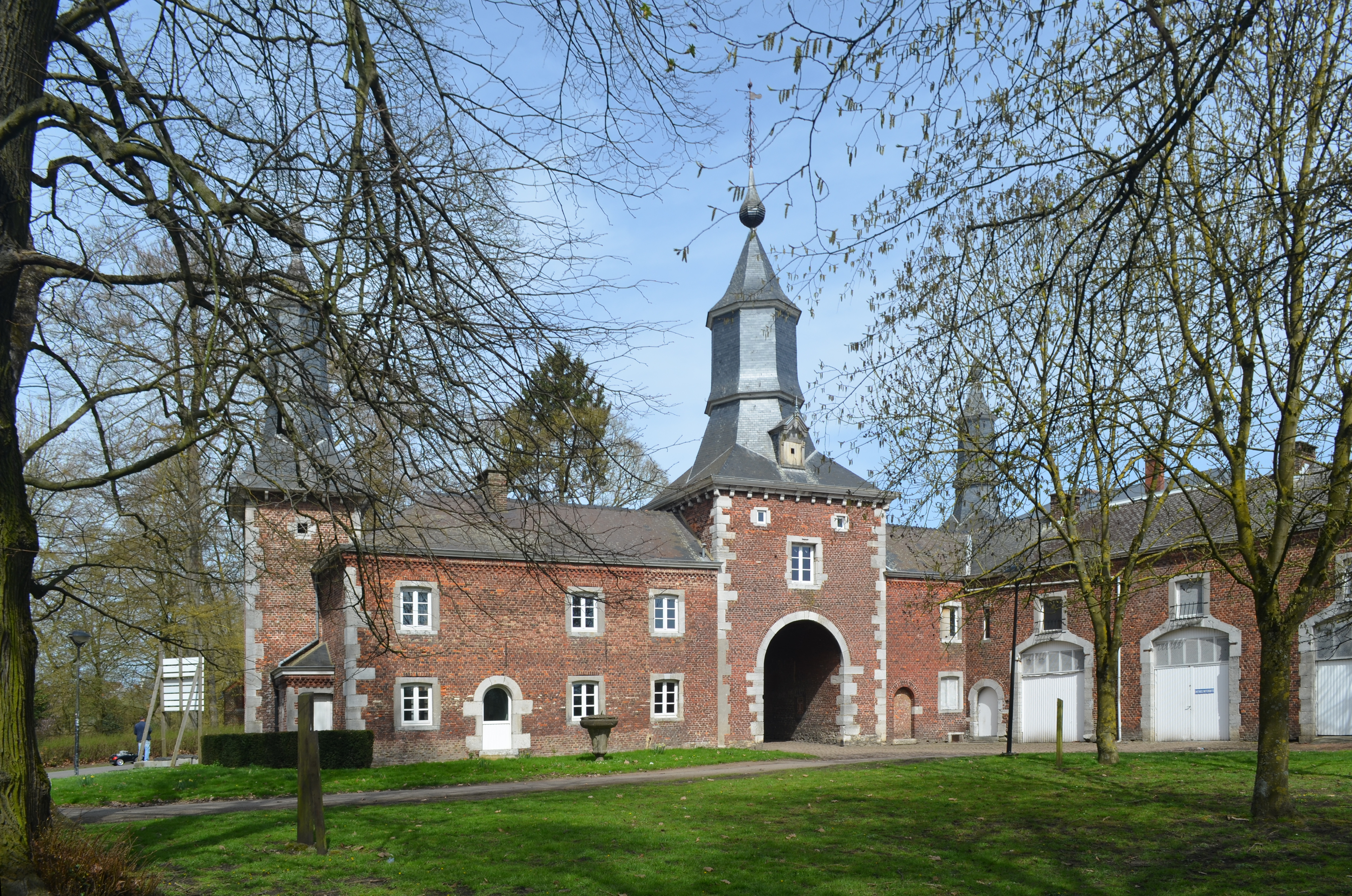
Dépendance du château.

La principauté de Liège, dont Monceau fait partie sous l'Ancien Régime, fait partie du cercle de Westphalie ; son indépendance et sa constitution sont défendues par la confédération germanique. Monceau est terre liégeoise jusqu'au décret du 9 vendémiaire an IV (1er octobre 1795).
Pour expliquer succinctement quelques pouvoirs locaux, l'exemple de la cour de Justice de Monceau montre que, à partir de 1555 :
- elle est composée d'un bailli, d'un maïeur (président), de 4 à 6 échevins exerçant les fonctions de juges ;
- viennent ensuite le greffier et les sergents ;
- les sergents s'occupent de la police et font le service d'huissier ;
- le greffier et les sergents sont nommés par le seigneur de Monceau ;
- les bourgmestres, chargés de la collecte des tailles (impôts), sont nommés par les habitants ;
- la cour de Justice de Monceau-sur-Sambre ne peut condamner à la peine capitale ;
- dans tous les procès criminels et même dans d'autres, elle doit envoyer à Liège les pièces de procédure et ne doit juger que sur décharge ou recharge des échevins de Liège, c'est-à-dire proclamer la décision de ses chefs.

Les révolutions française et liégeoise de 1789 et les victoires françaises de Jemappes et Fleurus bouleversent tout cela : en 1794, la cour de Justice est supprimée et remplacée par des tribunaux réguliers ; en 1800 la communauté fait place à la Mairie.

#### Enseignement
Monsieur Joseph Denis, le premier instituteur communal connu à Monceau-sur-Sambre, entre en fonction le 21 avril 1730 jusqu'en 1737. En 1786, l'instruction est officiellement organisée : la communauté de Monceau, présidée par la cour de Justice s'assemble en vue de choisir un maître d'école. Albert Piron est accepté avec l'agréation du seigneur et du révérend pasteur. Il doit tenir l'école pour l'instruction de la jeunesse des deux sexes. Il entre en fonction le 1er mai 1787, il occupe gratuitement un logement avec jardin. Il est rétribué selon le résultat obtenu avec chaque élève; en hiver, chaque élève doit apporter sa part de chauffage, sa « feuée » . Ce maître d'école occupe le poste jusqu'à l'époque (1795) où Monceau est réuni à Marchiennes. Chaque année, l'instituteur doit se présenter devant la communauté qui décide qu'il a bien ou mal rempli sa mission.

#### Événements militaires
Les archives de Monceau ne permettent pas de remonter au-delà du XVe siècle. Celles qui nous sont parvenues relatent que la communauté de Monceau :
- invitation du prince-évêque à contribuer à l'entretien des troupes (1496, 1516, 1597-98, 1638, 1651)
- paiement pour la réparation des forteresses ou des barricades (1576, 1653)
- paiement pour faire la guerre ou repousser l'ennemi (1538, 1581)
- invitation à organiser la défense de la localité (1584, 1701, 1707)
- obligation d'héberger et d'entretenir des troupes (1587, 1607, 1627, 1687, 1690-1697, 1702-1705, 1712-13, 1746)
- envoi des vivres, de l'équipement et de l'argent aux armées, aux forteresses (1655, 1673, 1683, 1697, 1706, 1708, 1710, 1746, 1749)
- menace de mort par les troupes « alliées » (1680)
- rançon (1636)
- empêchement de commercer (1701)
- pillage des champs et greniers (1707, 1794)

### République et Empire français
Monceau ne devient terre française qu'après la bataille de Fleurus et la reddition de Charleroi le 26 juin 1794, jusqu'au Traité de Paris du 30 mai 1814.

#### Monceau réuni à Marchiennes
La Belgique est envahie en mai 1794 par les troupes de la République française. Sous l'Ancien Régime, la principauté de Liège est divisée en quartiers et chaque quartier est divisé en districts dont le nombre varie suivant son étendue. Le quartier d'Entre Sambre et Meuse comprend cinq districts et nous rencontrons :
1. dans le premier Farciennes, Loverval, Montignies-sur-Sambre, Presles, Châtelet, Pont-de-Loup, Bouffioulx, etc.
2. dans le deuxième Couillet, Landelies, Leernes, Mont-sur-Marchienne, Montigny-le-Tilleul, Marchienne-au-Pont et Monceau-sur-Sambre.

Toutes ces communes, celle de Monceau exceptée, sont réunies - sous le régime français - au département de Jemmapes en vertu d'un arrêté du Comité de salut public du 21 fructidor an III (7 septembre 1795). Comme Monceau ne figure pas dans la liste des communes de la principauté de Liège réunies au département de Jemmapes, il faut admettre que lors de la rédaction de cette liste annexée à l'arrêté du 7 septembre 1795, Monceau faisait déjà partie de Marchiennes ; en conséquence, la réunion des communes remonte à 1795. Dans les documents de 1822 relatifs à la séparation, il est écrit que la réunion ne s'est faite qu'en 1797, mais les auteurs de ces documents n'indiquent pas les sources auxquelles ils ont puisé et ils semblent ignorer l'existence de l'arrêté du 21 fructidor an III.

#### Enseignement
Régi par Marchiennes.

#### Événements militaires

##### Année 1794
En 1794, Monceau sera bientôt débarrassé des soldats. Cette année, la lutte est très vive dans Marchiennes et Monceau ; le jour de la capitulation de Charleroi (26 juin), les alliés que commande le prince Guillaume d'Orange - futur roi des Pays-Bas - remportent un avantage sur les troupes républicaines de Kléber, dont le quartier général est à Souvret, avantage que la reddition de Charleroi rend inutile. Ces combats causent des ravages dans les cultures des fermiers de Monceau-sur-Sambre.

##### Années 1813-1814
Les revers que subissent les Français à Leipzig ramènent les armées coalisées en Belgique : 4 120 hommes et 4 210 chevaux à Marchiennes-Monceau du 13 au 23 février 1814. Le maire de Marchiennes-Monceau, Jean-Baptiste Pouillon, ne pouvant répondre à toutes les réquisitions, le colonel Loukiffin ordonne aux communes voisines - de Fontaine-l'Évêque à Gouy-lez-Piéton - d'amener des approvisionnements. La lecture du tableau des denrées fournies aux corps de troupes des puissances alliées révèle que Marchiennes-Monceau dut fournir 4 000 livres de pain, 8 000 livres de viande, 6 080 litres de snaps (eau-de-vie), 950 bouteilles de vin, 6 080 litres de bière, 36 500 livres de foin, 4 200 mesures d'avoine, 35 000 livres de paille. Une dépense faite à Monceau indique que les chemins furent "égalisés" pour le passage de l'empereur de Russie et du roi de Prusse...
Marchiennes-Monceau héberge :
- de juillet 1814 à février 1815, une compagnie du 1er régiment de hussards britanniques (88 hommes, 5 femmes et 90 chevaux), dont le capitaine était logé au château de Marchiennes, chez Mme de Cartier et le lieutenant au château de Monceau, chez le prince de Gavre ;
- en avril-mai 1815 des cavaliers hanovriens remplacés par des fantassins prussiens.

Le 26 février 1815, Napoléon s'échappe de l'île d'Elbe. Le 15 juin, Marchiennes voit arriver les troupes françaises, poussant devant elles les Prussiens de Zieten, avec lesquels elles ont plusieurs engagements dans Marchiennes et aux environs : au Spignat, dans les champs sainte Barbe, dans le parc communal, au Vieux-Pont, au Chenois et ailleurs.
Une force de 42 170 hommes placée sous le commandement des généraux d'Erlon et Reille, formant le corps d'armée que devait commander, le soir même, le maréchal Ney, passa à Marchiennes et traversa Monceau, à l'issue des premiers engagements cités ci-avant.

### Royaume uni des Pays-Bas
Après Waterloo, Monceau fait partie du Royaume uni des Pays-Bas jusqu'au traité de Londres du 20 décembre 1830.

#### Monceau séparé de Marchiennes
Depuis des siècles, Monceau eut ses seigneurs distincts de Marchiennes, ses baillis, ses maïeurs, ses greffiers, ses échevins, ses sergents et ses bourgmestres.
Quant à ses actes de l'état-civil, ils se confondent avec ceux de Marchiennes :
- de 1613 à 1795, les registres sacramentaires seuls, tenus par les prêtres de la paroisse, forment « l'état-civil » ;
- de 1795 à 1823, les registres civils tenus par la commune.

Sous la date du 12 septembre 1817, les Moncellois, voulant reconquérir leur indépendance communale, adressent une requête au gouverneur de la province de Hainaut.
Ils invoquent que le règlement des paroisses ne confond pas et ne détruit pas surtout les droits de commune ; et la circonstance que la commune de Monceau est chargée séparément de l'entretien d'une nef de l'église paroissiale est une preuve permanente de l'existence et de l'indépendance de cette commune.
Trois ans plus tard, l'arrêté royal du 20 juillet 1820 sépare Monceau de Marchiennes et les Moncellois choisissent pour maire M. François Antoine de Gavre, dont la nomination est sanctionnée par arrêté royal du 18 décembre 1822.
Un décret du 23 juillet 1824 modifie le règlement d'administration du royaume uni des Pays-Bas et c'est en application de ce décret qu'un arrêté du 6 août 1825 nomme le marquis de Gavre bourgmestre de Monceau-sur-Sambre : à la qualification de Maire succède celle de Bourgmestre. Le marquis de Gavre meurt le 5 décembre 1826 et un arrêté du 22 avril 1827 appelle M. Lancelot, échevin et officier de l'état-civil, à sa succession comme bourgmestre.

#### Enseignement
Jusqu'en 1822, l'enseignement de Monceau se confond avec celui de Marchiennes. Séparé de Marchiennes en 1822, Monceau réorganise son enseignement primaire le 4 décembre 1823. Le premier instituteur est Philibert Thibaut, qui se retire en 1825.

### De 1830 à 1977[Note 4]

#### Rappel chronologique des étapes de la révolution belge
- des troubles éclatent à Bruxelles le 26 août 1830, qui aboutissent à l'expulsion des Hollandais ;
- le 26 septembre 1830 la Belgique a un gouvernement provisoire ;
- le 4 octobre 1830 l'indépendance de la Belgique est proclamée ;
- le 23 février 1831, M. Surlet de Chokier est élu Régent
- proclamé roi des Belges le 4 juin 1831, Léopold Ier monte sur le trône le 21 juillet 1831.

#### Pouvoirs communaux
Au milieu de nombreuses difficultés, le gouvernement provisoire organise non seulement l'armée et la garde civique, mais encore le pouvoir communal. Par un arrêté pris le 8 octobre 1830, les notables des villes et villages sont invités à procéder aux élections communales. Étaient notables dans une commune de moins de 3 000 habitants (en 1830, Monceau comptait 637 habitants), ceux qui payaient annuellement au moins 10 florins en contributions directes et ceux qui exerçaient des professions libérales, telles que celles d'avocat, avoué, notaire, médecin, chirurgien, officier de santé, professeur en science, arts ou lettres, instituteur, etc. Quelques années plus tard, la loi du 30 mars 1836 fixe définitivement les pouvoirs communaux en Belgique.
Liste des bourgmestres de Monceau après la révolution de 1830 et jusque 1976.
- Le 17 octobre 1830, Nicolas Lancelot est élu bourgmestre. Il meurt le 11 octobre 1859. Une rue de Monceau-sur-Sambre porte son nom.
- Son fils Émile Lancelot, né à Monceau-sur-Sambre le 26 mars 1826 lui succède par A.R. du 16 décembre 1859, jusqu'à son décès le 15 avril 1894.
- Adolphe Desy jusqu'au 1er janvier 1895. Une rue de Monceau porte son nom.
- Jean-Joseph Robat, échevin, exerce les fonctions de bourgmestre de 1895 à 1900[26].
- Fernand Thiébaut est bourgmestre du 12 février 1900 à 1920 ; c'est donc lui qui est confronté à la folie destructrice de l'armée allemande du 22 août 1914 jusqu'à l'armistice de 1918. Une rue de Monceau porte ce patronyme.
- Museux est bourgmestre en 1919-1920
- Émile Demoulin est bourgmestre de 1920 à 1926.
- Léon Malghem est bourgmestre de 1926 à 1938. Une cité de Monceau porte son nom.
- Émile Demoulin est bourgmestre de 1938 à 1940. Après sa destitution par l'occupant allemand, il sera toujours invité par Monsieur Stein à donner son avis lors des réunions du collège échevinal.
- Le conseiller communal Edgard Stein, désigné par l'occupant allemand au motif qu'il faut rajeunir le cadre politique, est bourgmestre de 1940 jusqu'à l'instauration du Grand Charleroi[Note 5].
- Émile Demoulin reprend sa fonction de bourgmestre à la libération début septembre 1944. Une cité de Monceau porte son nom.
- Victor Corbier est bourgmestre. Une avenue de Monceau porte son nom.
- Fernand Ballens est le dernier bourgmestre de Monceau-sur-Sambre. Un centre sportif de Monceau porte son nom[27].

#### Érection d'une église
Les plans et estimations du coût, confiés à l'architecte Kuyper, sont remis au conseil communal le 3 septembre 1834. Le 13 octobre 1834, les travaux sont adjugés à Pierre-Joseph Parent, homme d'affaires à Marchiennes, et à Henri Boëns de Charleroi. Le terrain nécessaire est donné par la comtesse d'Egger, alors propriétaire du château de Monceau ; la donation est confirmée par A.R. du 25 janvier 1835. La pose de la première pierre a lieu le 9 août 1836. La construction terminée est reçue le 8 octobre 1838 et porte le nom de Saint Louis de Gonzague, patron de Monceau.

#### Enseignement
Depuis la (re)naissance de Monceau-sur-Sambre en 1822, les instituteurs sont en même temps secrétaires communaux et, à partir de 1839, exercent la fonction de clerc laïc.
Le 15 mai 1858 intervient un accord entre le conseil communal et le supérieur d'un institut des frères de Marie, résidant dans le département de l'Oise, aux termes duquel trois frères doivent être placés à Monceau. Ils y enseignent jusqu'en octobre 1861 et sont remplacés par des instituteurs laïcs les 8 décembre 1861 et 24 août 1862. L'enseignement à Monceau prend bientôt un grand développement : à l'école du Centre, une 1re classe de garçons en 1823, la 2e en 1859, les 3e et 4e en 1873, les 5e et 6e en 1896, etc. La population de Hameau prenant de l'importance, on y construit une école mixte en 1876. Le Ruau prenant aussi de l'extension, on y érige aussi une école en 1881.
En 1855, une école des filles est construite au Centre, dont la première institutrice nommée définitivement est une religieuse de l'ordre des filles de Marie de Pesche ; en 1871, une religieuse est nommée institutrice gardienne.
Les religieuses quittent l'enseignement primaire communal (officiel) le 2 octobre 1879 à la suite de la promulgation de la loi scolaire de 1879 et sont remplacées par deux institutrices sorties des écoles normales. En conséquence, une école de filles ayant été construite au Ruau en 1880, la direction en est confiée en 1881 à une institutrice laïque.
Les écoles gardiennes ne sont pas perdues de vue ; en 1868 on érige celle du Centre, en 1881 celle du Ruau, en 1885 celle de la rue Parent, en 1891 celle des Grands Trieux, en 1892 celle de Hameau.

#### Événements militaires

##### Les "atrocités allemandes" du22 août 1914

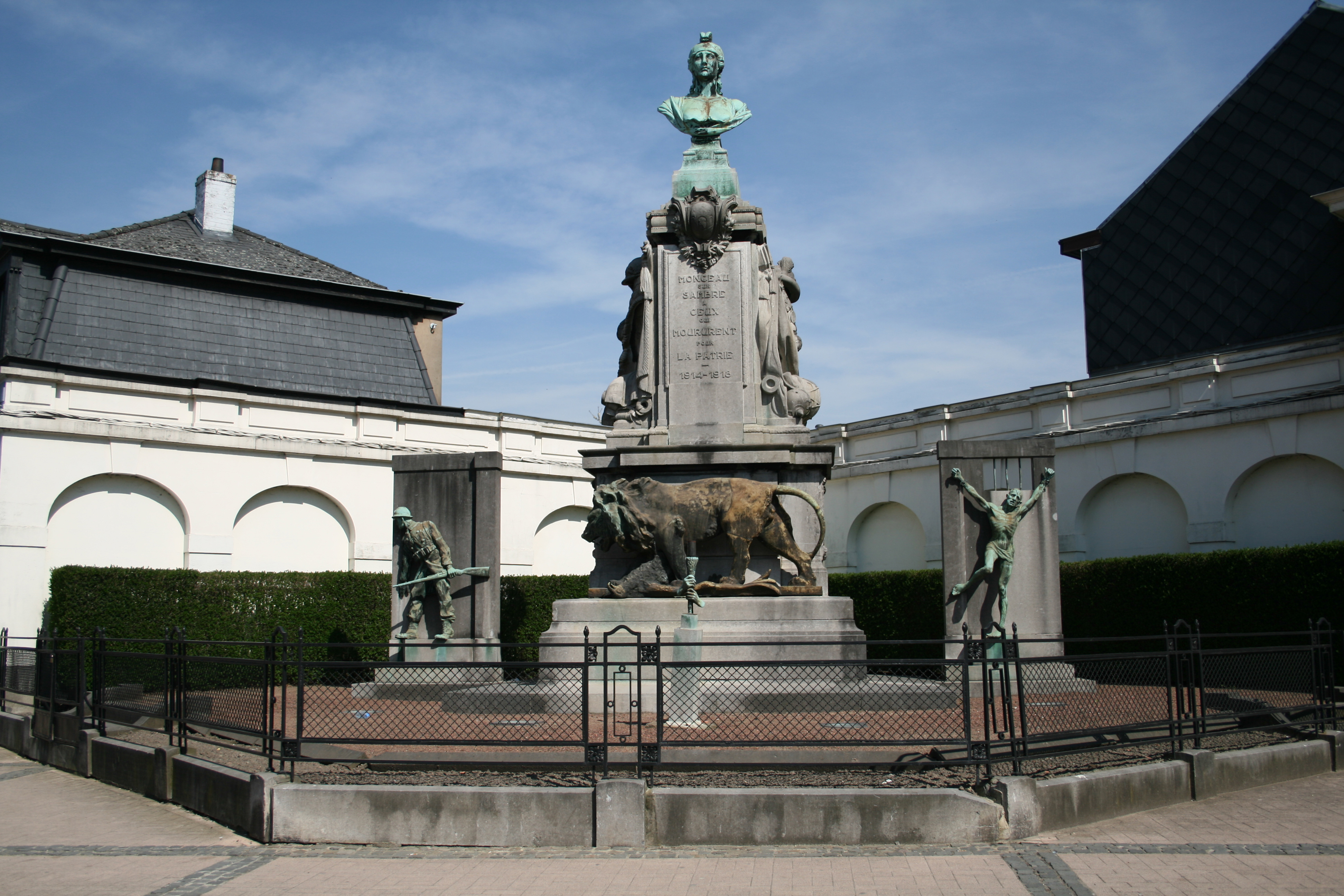
Le monument aux morts de la guerre.

Première Guerre mondiale : les troupes allemandes entrent à Bruxelles le 20 août 1914 et, suivant l'axe nord-sud Bruxelles-Charleroi, trois armées allemandes convergent vers la vallée de la Sambre pour prendre en tenaille et détruire la 5e armée française du général Lanrezac : à l'ouest la 1re armée de von Kluck, au nord la 2e armée de von Bülow et à l'est la 3e armée de von Hausen. Une grande bataille aura lieu à Charleroi et au sud de la ville, mais Lanrezac parviendra habilement à se dégager et à éviter ainsi à la France un nouveau Sedan.
Les 19 et 20 août 1914, les troupes françaises en retraite sont bien accueillies à Monceau et y prennent leur cantonnement. Le vendredi 21 août, les Français quittent la commune pour occuper les positions stratégiques de Marchienne, Gozée et Fontaine-l'Évêque où va s'amorcer la première bataille de la Sambre. Pour couvrir leur retraite, ils déploient en embuscade quelques hommes bien armés aux endroits les plus propices pour retarder la progression des troupes de von Bülow supérieures en nombre et en armement. Ce même jour, sur ordre du gouvernement belge, la garde civique vient d'être démobilisée pour démentir les allégations de l'ennemi : des "francs-tireurs" belges font le coup de feu sur les soldats allemands.
Le samedi 22 août, une patrouille d'uhlans - de 25 à 35, selon un témoignage recueilli ultérieurement - circulant du lieu-dit « le Ruau » vers le pont enjambant la Sambre à Marchienne-au-Pont, est mitraillée par les soldats français essaimés en embuscade dans le quartier de la gare jusqu'en bordure de la Sambre. L'escarmouche fait 7 tués et de nombreux blessés parmi les uhlans, certains rescapés rejoignent leur quartier général stationné près du charbonnage du Martinet et racontent, dans leur épouvante, que des civils ont tiré sur eux. Il est à peine 9 heures du matin et le général von Susskind des troupes d'assaut décide, en représailles, d'incendier Monceau. La soldatesque pille les maisons, massacre, moleste et humilie les habitants avant de bouter le feu. En très peu de temps, l'axe Ruau - Marchienne-État et les rues voisines sont transformés en brasier. Les survivants sont parqués comme du bétail pour servir parfois de bouclier humain. Au "Hameau", devant la résistance acharnée des soldats français, les Allemands massacrent des civils ou les font marcher devant eux pendant leur percée vers Gozée.
En fin de compte, la 1re division d'infanterie- et le 2e RUR- Régiment d'uhlans de réserve- de l'armée impériale allemande a passé par les armes 63 civils et détruit 248 maisons lors des « atrocités allemandes » commises au début de l'invasion,.

##### Yvonne Vieslet et les prisonniers du12eR.I. français

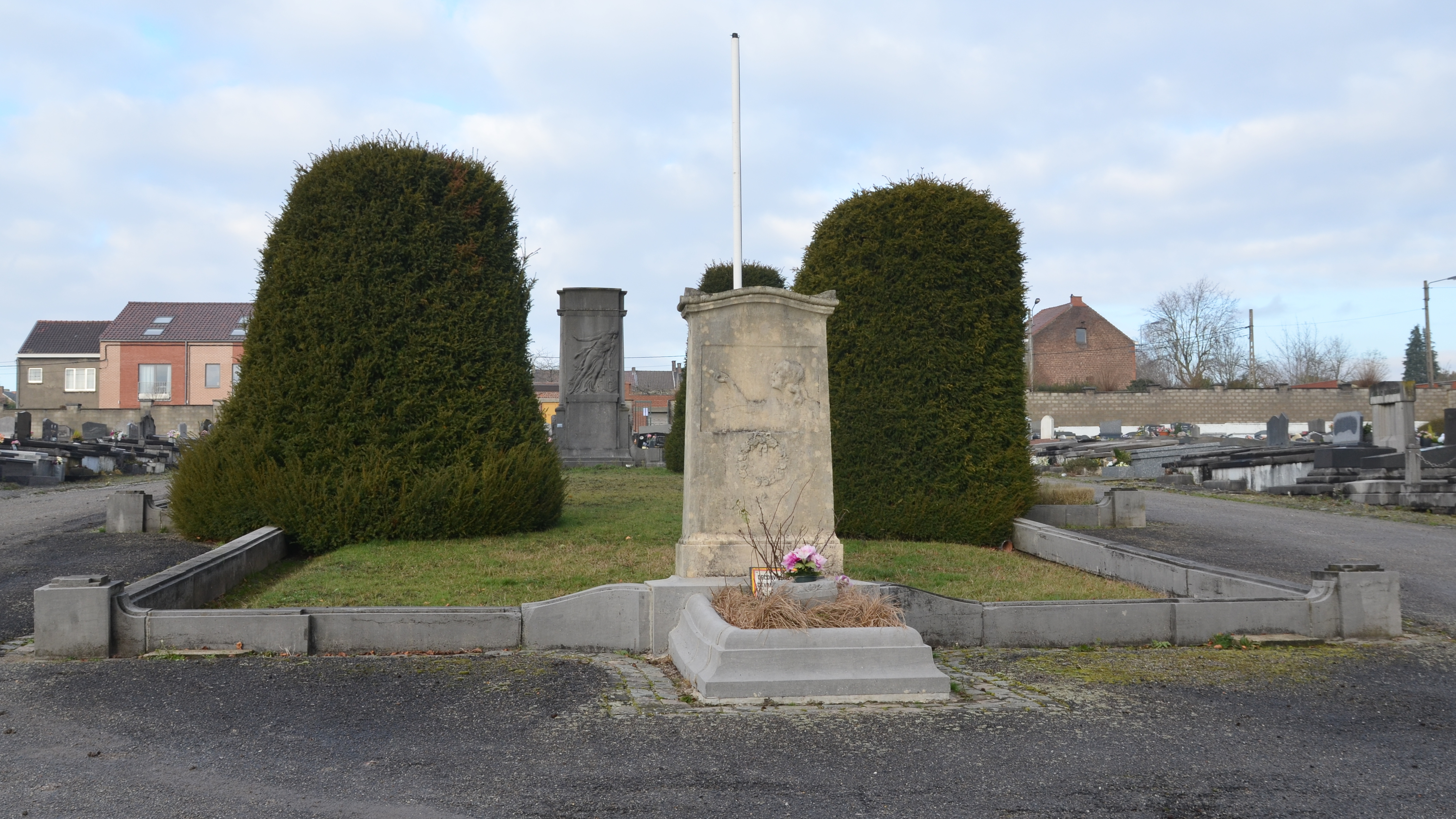
Tombe d'Yvonne Vieslet, au cimetière de Monceau-sur-Sambre.

Avant la guerre 1914-1918, l'économie belge est florissante, l'industrie belge très performante. Après l'invasion allemande au mois d'août 1914, les travailleurs belges refusent de travailler pour l'ennemi : en conséquence, l'envahisseur allemand démantèle et démonte nombre d'industries pour les remonter en Allemagne. En manque de main-d'œuvre, à partir de 1917 l'envahisseur déporte les travailleurs belges pour servir les machines en Allemagne. Toutes les activités ne sont pas arrêtées - il faut bien manger - mais il règne parmi la population belge une misère extrême. C'est pourquoi un Comité de secours offre chaque jour une petite couque à chaque enfant fréquentant l'école. En Flandre, l'offensive du 28 septembre 1918, comprenant des troupes françaises et anglaises jointes aux troupes belges et sous le commandement du roi des Belges, met l'armée allemande en difficulté : voyant venir la défaite, les Allemands deviennent nerveux et les civils belges redressent la tête, deviennent audacieux, défient et provoquent parfois l'occupant. Ce n'est certainement pas l'attitude adoptée par la petite Yvonne Vieslet, 10 ans, qui fréquente l'école communale au centre de Monceau (site de la rue des combattants).
Les faits se déroulent le 12 octobre 1918. Ce jour-là, Yvonne et sa mère portent le dîner à son père qui travaille à Marchienne-Est. Vers midi, rue de Châtelet à Marchienne, elles s'arrêtent devant le cercle St-Édouard et les écoles libres où des prisonniers français, visiblement affamés, affichent leur misère derrière des grillages, sous la surveillance d'une sentinelle allemande armée d'un fusil Mauser passé sous le bras, prête à tirer. La petite Yvonne serre dans la main la petite couque scolaire reçue le matin. Prise de pitié et n'écoutant que son bon cœur, elle lance sa couque au-dessus du grillage vers les malheureux prisonniers. La sentinelle tire, blesse grièvement la gamine et légèrement quatre autres personnes. Transportée provisoirement dans une maison voisine, la gamine meurt sur un lit hôpital quelques heures plus tard.
Un an plus tard, jour pour jour, une plaque commémorative est apposée à l'entrée de son école. Cette plaque est détruite 21 ans plus tard par l'armée allemande de retour pour la revanche, en 1940.
En 1956, un comité local recueille 250 000 francs pour commander un monument au sculpteur Patris, originaire de Marchienne. Il représente la gamine tendant sa couque scolaire vers les prisonniers français, sous l'œil d'une dame figurant le Destin. Ces statues, inaugurées le 29 juillet 1956, décorent un angle de la cour de récréation de l'école du Centre. Yvonne est inhumée au cimetière de Monceau, à l'entrée du Carré d'Honneur.

## Patrimoine et culture

### Patrimoine architectural

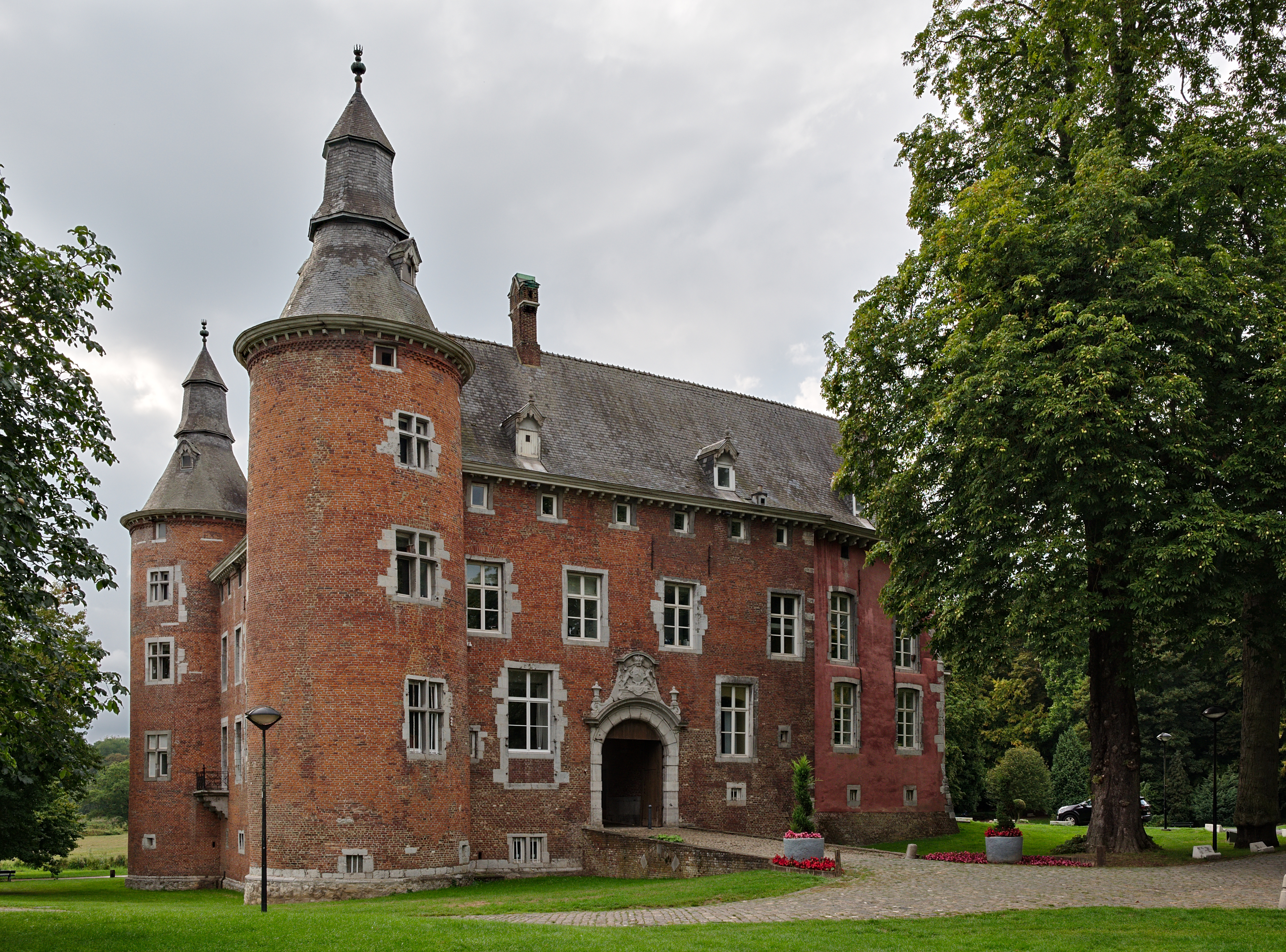
Monceau-sur-Sambre, le château.

#### Patrimoine civil
Château de Monceau.
Plantée dans un vaste parc à l'anglaise et jadis ceinturée de douves, c'est un haute bâtisse en U flanquée de tours circulaires aux angles, remontant pour l'essentiel au XVIIe siècle et XVIIIe siècle et construite en briques, moellons calcaires et pierre de taille. Elle est précédée d'un corps d'entrée de mêmes matériaux, seul vestige de l'ancienne ferme castrale, datant encore partiellement du XVIIe siècle mais aménagé aux XIXe et XXe siècles.
Maison communale.
En 1912, les services communaux de Monceau-sur-Sambre sont à nouveau trop exigus. Les édiles communaux décident en février d’élever une nouvelle construction répondant aux exigences du moment. Il est de nouveau fait appel à Alexandre Simon qui, aidé de son fils Marcel, réalise les plans du nouvel hôtel de ville. Une entête de lettre datant de cette époque porte la mention Simon Père & Fils, ingénieurs-architectes, Trazegnies-Namur et nous apprend qu’ils ont obtenu un Grand prix à l’Exposition de Charleroi en 1911 sans plus de précision. Cette lettre est adressée au bourgmestre de Monceau-sur-Sambre et stipule que les plans de l’hôtel communal seront fournis pour le 17 janvier 1913. Le 18 janvier 1914 a lieu la pose de la première pierre de la nouvelle maison communale de Monceau-sur-Sambre. Alexandre Simon n’en verra pas l’achèvement. En effet, il décède le 19 décembre 1914. recherches de M Heuchon
De style éclectique, construite par l'architecte Marcel Simon, inaugurée en 1914 avant l'invasion de l'armée allemande,.
Villa « La Rustique » .
Située au no 46 de la rue du Calvaire, elle est bâtie en 1923 dans un style très fantaisiste. Curieuse maison aux façades cimentées ornées de décors variés : faux bossages, motifs fleuris, colonnettes, médaillons, etc. Tourelle d'angle circulaire sommée d'une terrasse coiffée d'une terminaison bulbeuse. Faîte crénelé et lucarnes pyramidales dans la bâtière d'ardoises. 

Ouvert par un portail orientalisant, jardin planté de balustrades en ciment armé.
Maison de style moderniste.
Située au no 212 de la rue de Trazegnies, en retrait de l'angle de la rue des Piges à fenasses, maison à étage en briques sous des bâtières assez plates de tuiles, remontant au 2e quart du XXe siècle.

Sur un perron, porte intégrée à l'arrondi du mur, encadrée de fenêtres aux montants en béton peint. Grande verrière à l'étage. De part et d'autre, en légère saillie, façades planes d'une travée de baies aux châssis métalliques (comme ailleurs), celle de gauche flanquée en outre d'une loggia semi-circulaire couronnée d'un balcon.

Verrière à l'arrière également et annexe plus récente.

#### Patrimoine religieux

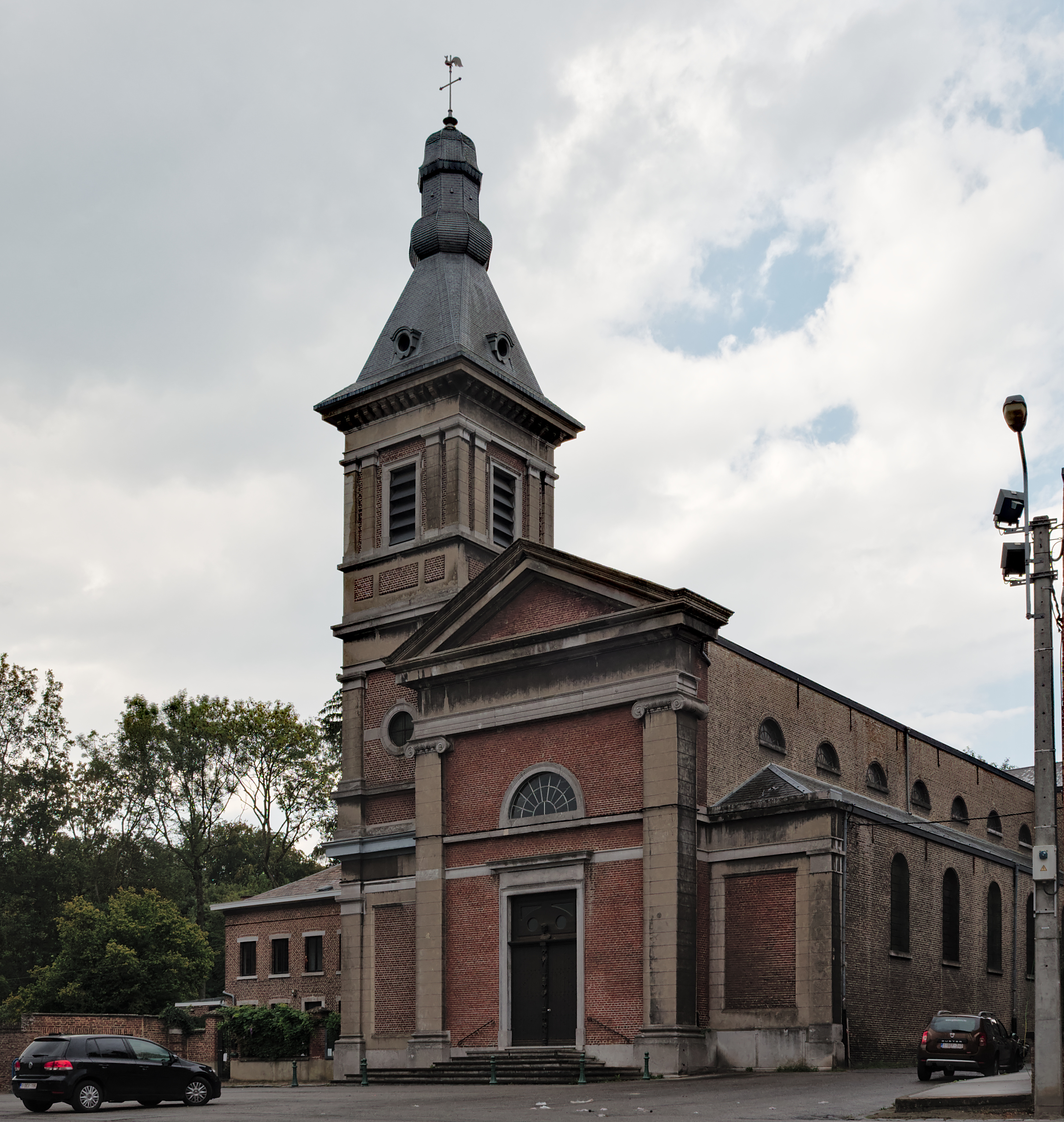
Église Saint-Louis de Gonzague.

Église Saint-Louis de Gonzague, d'inspiration néoclassique en brique, bâtie en 1836 par l'architecte J.Kuyper en ce qui concerne la nef et les bas-côtés de sept travées, ouverte au culte de 1838 à 2000. Baies en plein cintre dans les flancs; façade cantonnée de pilastres toscans portant l'entablement que couronne un fronton triangulaire. Chevet et transept semi-circulaire réalisés en 1872 par l'architecte Justin Bruyenne. Enfin, tour latérale hors œuvre datant de 1914, coiffée d'une terminaison bulbeuse. En outre, dans le prolongement des bas-côtés, chapelles enserrant le chœur. Bâtières de roofing et d'ardoises.
La chapelle du Ruau.
Chapelle du Hameau.

#### Autres patrimoines
- Ancien home Bughin, bâti 2e moitié du XVIIIe siècle, exhaussé au XIXe siècle[41].
- École Saint-Louis, d'inspiration néo-gothique, de la fin du XIXe siècle[42].
- Maison moderniste datant du deuxième quart du XXe siècle[43].

### Culture
Bibliothèque publique : le réseau des bibliothèques publiques de Charleroi dispose d'une bibliothèque-dépôt - El Moncha d'lives - au no 64 de la rue des combattants à Monceau.

#### Folklore
Depuis 1993 il y a une marche en l'honneur de Saint-Louis de Gonzague.

## Loisirs et tourisme

### Promenades vertes

#### RAVeL 3
La section de Monceau-sur-Sambre est sur le RAVeL 3, qui - venant de Landelies - parcourt la rive gauche de la Sambre et traverse Monceau en empruntant la rue des déportés, la rue du calvaire et la rue du port, pour rejoindre le canal Charleroi-Bruxelles à quelques centaines de mètres de l'écluse no 1 de Marchienne.

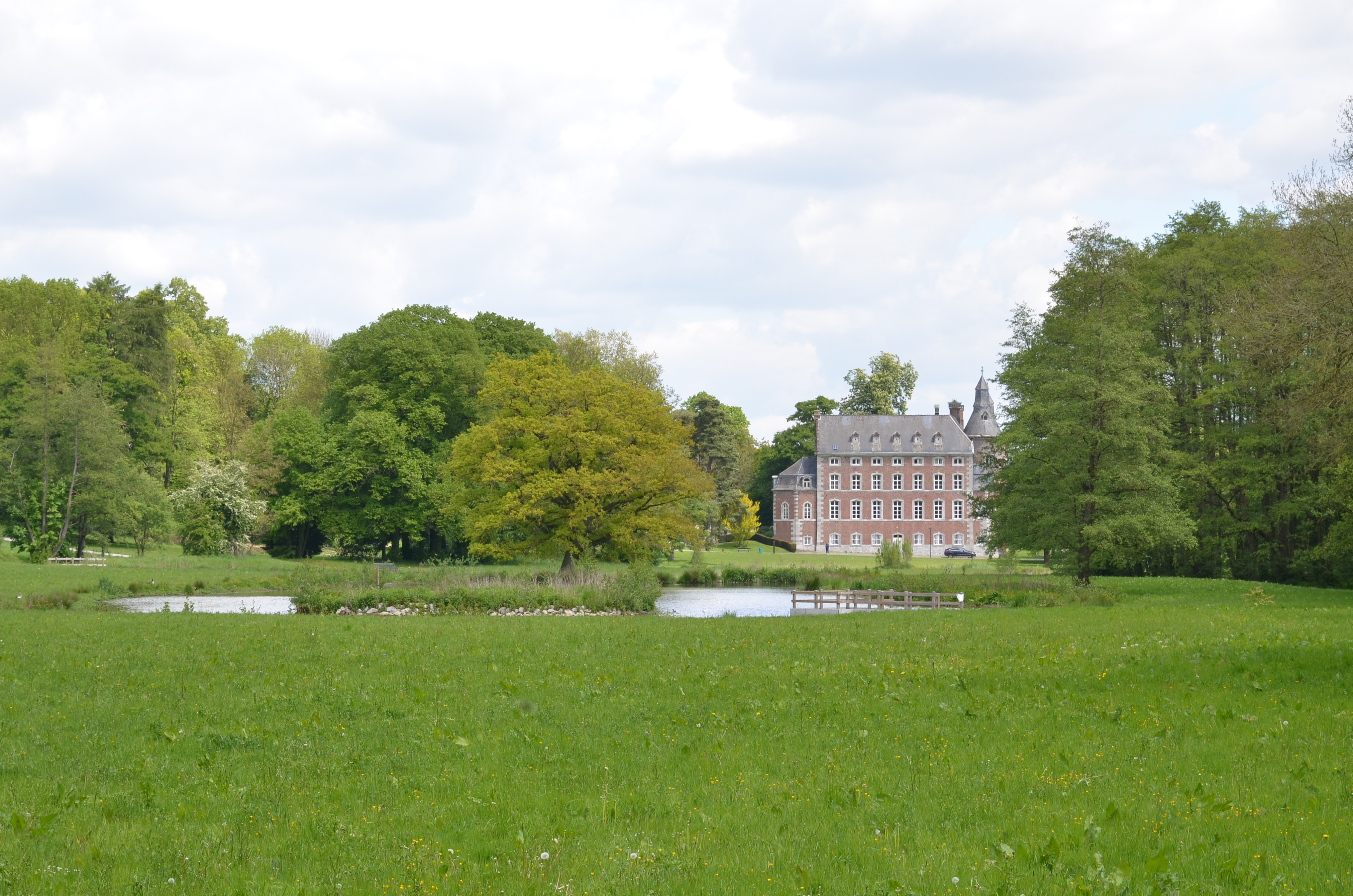
Vue sur le parc.

#### Parc de Monceau
67 Ha de nature accessible depuis la place Albert Ier et l'entrée grillagée du château ou depuis la rue de Goutroux.
Parc à l'anglaise sillonné d'allées ombragées et de chemins sinueux. L'arboretum contient quelques arbres remarquables : trois tulipiers de Virginie, un chêne d'Amérique et un cornouiller mâle.

## Économie

### Agriculture
Exploitations agricoles du passé, :
- Ferme de Judonsart, à droite de la route vers Trazegnies, dénommée aussi "Cinse d'in haut" et ferme Ponsart. Cette ferme existait déjà avant 1517 et a disparu vers 1925-1927 pour faire place au TLC du Martinet. Actuellement, le lieu-dit Judonsart rappelle les terres de cette ferme.
- Ferme de Beausart ou "cinse d'in bas", à gauche de la route vers Trazegnies, passé les Bas Trieux. Construite en 1823 par le prince de Gavre, elle est exploitée jusqu'à la guerre 1940-1945 et est ensuite longtemps abandonnée ; elle est restaurée en 1988-1990 pour un usage commercial. Actuellement, la rue Beaussart joignant la rue de Roux à la rue de Trazegnies, derrière la cité Malghem, rappelle les terres de cette ferme.
- Ferme de la Marche : rue de la Halle, exploitée par Jacques Legrand dès 1754. Au début du XXe siècle, ce bien foncier est acheté et aménagé par le juge Julien Durant qui y ajoute, en 1930, une tourelle toujours visible. À sa mort en 1954, il lègue tout son bien à la Commission d'Assistance Publique qui peut ainsi agrandir le home Bughin. C'est pourquoi la rue de la Halle devient la "rue Julien Durant".
- Ferme Grand-Place : Nicolas Legrand, fils de Jacques (ci-dessus) s'installe au no 9 de l'actuelle place Albert 1er. C'est une ferme mais la Grand-place n'existe pas et l'église ne sera érigée que bien plus tard en 1837. Les successeurs de Nicolas vont transformer les dépendances en habitations, sur la place, dans la ruelle et rue des Combattants.
- Fermes Docteur et ferme Daoust : au XIXe siècle, petites fermes au centre de la localité.
- Ferme du Château (Château Houtart devenu Château communal en 1938) : tombée en ruine en 1950, elle est abattue en 1982. Elle se trouvait à l'entrée du parc, côté gauche, défendue par le corps de garde restauré et toujours visible.
- Cense du Hameau, au lieu-dit Le Hameau, appelée plus tard "Cense du tilleul". Les bâtiments sont encore visibles au no 60 de la place du Hameau.
- Cense du Prétcheus : située au Chenois. Si on prolonge la rue du Calvaire par une ligne imaginaire franchissant les voies ferrées, on arrive sur le site de cette ferme. En 1954, elle est expropriée et démolie pour faire place à la - nouvelle - Route latérale vers le port fluvial de Dampremy.

### Industrie

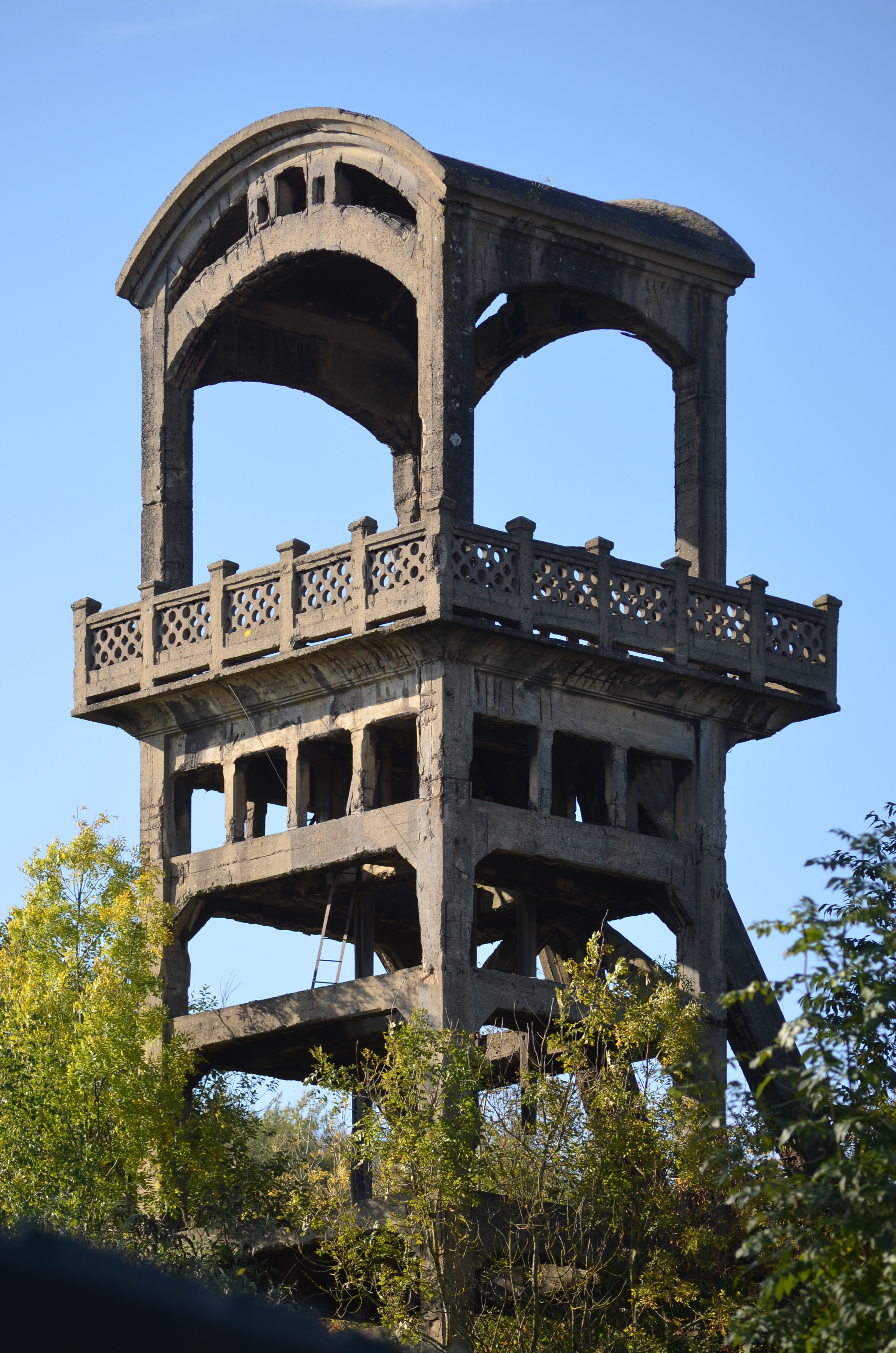
Chevalement du puits d'exhaure, rue Fosse au Bois datant de 1920.

Anciennes « fosses » de charbonnage - Emplacement au sein des rues actuelles.
- Fosse Ste-Thérèse : à l'angle de la rue des Grands Trieux et de la rue des Piges.
- Fosse no 2 ou puits Léonard : enfoncé en 1633 par le sieur Léonard, situé dans le quadrilatère rue Barbieux, rue Sohier, rue des Piges et rue de Monceau-Fontaine.
- Fosse dou grand scapé ou puits no 3 : à la cité du Grand Scapé.
- Fosse du bois ou fosse de la machine du bois : puits no 3 du Martinet, puits d'exhaure entre la rue de la Fosse du Bois et la rue de Trazegnies.
- Puits no 7 : entre la rue des Piges, rue Vandervelde, rue Haute et rue des Grands Trieux.
- Puits no 5 : foré à l'angle de la rue Beausart et de la rue de Roux.

#### Fleurons industriels desXIXesiècle-XXesiècle

##### Charbonnage de Monceau Fontaine
Entreprise phare de la bataille du charbon, dans les années 1950, le charbonnage de Monceau Fontaine a porté haut le nom de la localité, jusqu'à la fermeture, à Piéton, du puits no 17 du Bois des Vallées, le 31 mars 1980.

##### Laminoirs du Ruau
Par arrêté royal du 17 janvier 1863, M.Constant-Bonehill est autorisé à construire un laminoir sur un terrain joignant les rues de Roux et de Trazegnies. Divers arrêtés royaux, notamment le 12 juin 1872 et le 7 février 1876, autorisent le développement de l'entreprise et la construction d'une fabrique de boulons. En 1879, la Société anonyme des laminoirs du Ruau reprend l'établissement fondé par M.Constant-Bonehill.
En 1905, une nouvelle société est créée, qui porte le nom de « Laminoirs et boulonnerie du Ruau ». Démantelée pendant la Première Guerre mondiale, reconstruite après l'armistice, elle fonctionne avec deux trains de laminoirs dès 1922.
Son activité est fortement réduite pendant la Seconde Guerre mondiale et, bombardée en 1944, elle est reconstruite et relancée en 1945 et agrandie en 1949. En 1958, elle est appelée « Laminoirs et usines du Ruau » après l'abandon de la division « Boulonnerie ».
Intégrée au groupe italien Beltrame en 1993, elle produit alors des poutrelles métalliques pour la construction. Face à la surcapacité de production d'acier depuis la crise de 2008, sa fermeture définitive est décidée en mars 2012.

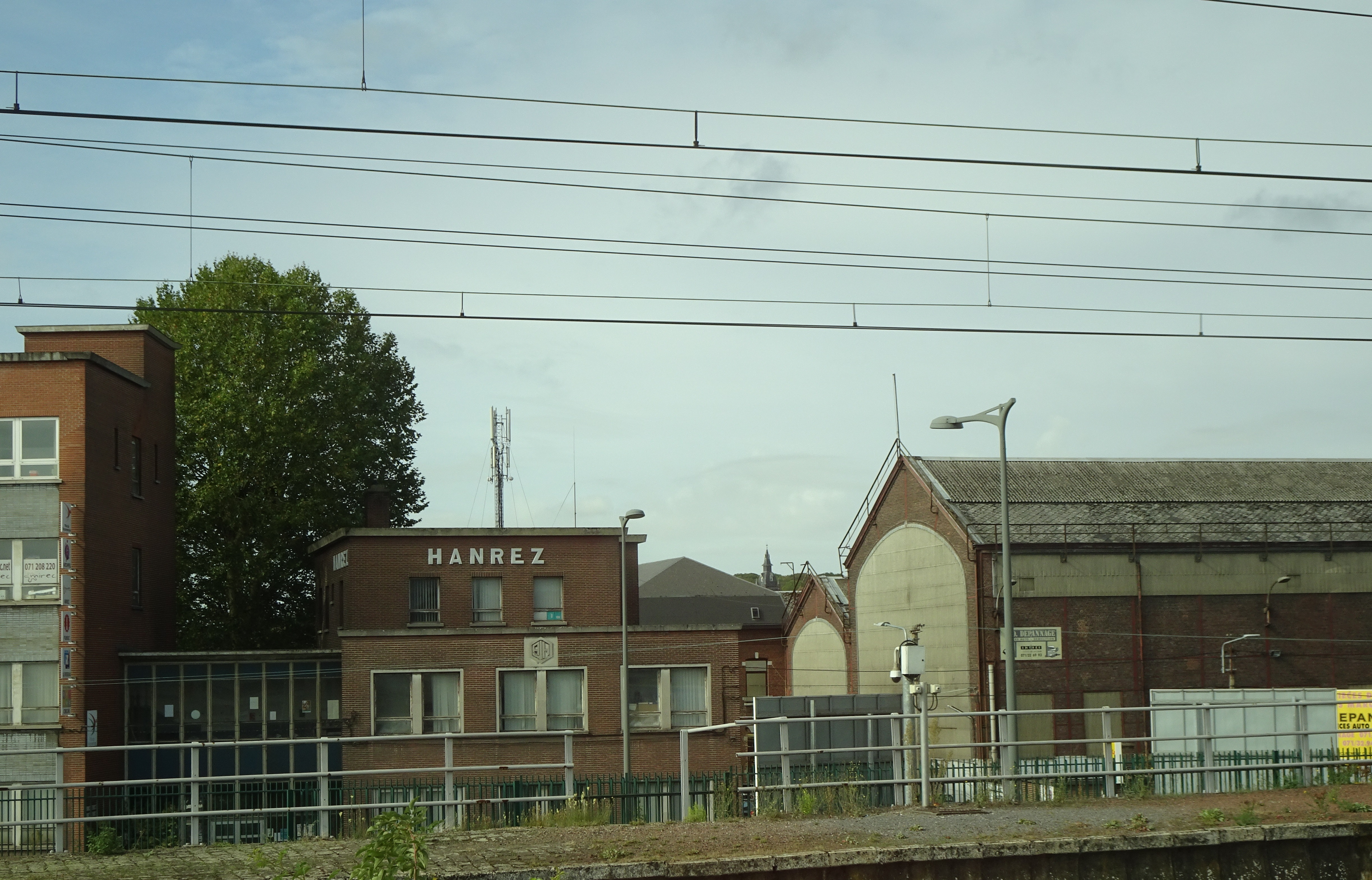
Usine Hanrez en 2018.

##### Établissements Zimmermann-Hanrez et Cie
Vers 1840, les terrains traversés par la route de Trazegnies étaient presque entièrement livrés à l'agriculture. Vers 1843, de nouvelles installations ferroviaires - la gare de Marchienne-au-Pont - occupent le côté est de la route.
En 1857, le Verviétois Pierre-Joseph Hanrez (? - 1885) fait bâtir un atelier de construction de machines à vapeur, en face de la gare, mais sur Monceau-sur-Sambre, c.a.d. sur les terres agricoles à l'ouest de la route. L'éventail des productions vise à satisfaire la demande - locale surtout - de machines à vapeur, machines de laminoirs, machines d'extraction et d'exhaure pour charbonnages, machines destinées à descendre et remonter les ouvriers dans les puits de mines, presses à briquettes, etc.
En 1879, M.Hanrez cède les rênes de l'entreprise à son gendre Robert Zimmermann (Eupen 1838 - Forest 1915), qui devient l'associé commandité de la nouvelle firme Zimmermann-Hanrez § Cie.
À partir de 1885, Robert Zimmermann oriente l'entreprise vers les fabrications nouvelles : machines-outils, matériel ferroviaire, électricité, dispositifs d'étirage du verre à vitres. Secondé par son gendre Joseph Riegger, l'ingénieur-régisseur de l'établissement, Robert Zimmermann développe et étend considérablement son usine. Pendant les années 1890, on y construit aussi des locomotives, des machines pour mines, aciéries et hauts-fourneaux, tout le matériel pour fabriquer des briquettes, etc.
Comme plusieurs petits constructeurs belges, la société abandonne la construction des locomotives en 1923. Sur les 240 locomotives construites par Zimmerman-Hanrez depuis 1883, 194 ont été construites pour les Chemins de fer de l'État belge (ancêtre direct de la SNCB) et 20 pour la Société nationale des chemins de fer vicinaux (SNCV). On lui doit plusieurs prototypes (dont celui du type 16) ; plusieurs locomotives exposées à des expositions universelles et une part fort importante dans la production des locomotives type 53.
Elle devient une société anonyme en 1908 lorsque Robert Zimmermann vint à mourir.
Lors de la restructuration de 1982, la société est détenue à 100 % par la S.R.I.W. et on y produit e.a. des machines à bouteilles, des vannes pour l'industrie nucléaire. En septembre 1998, les produits ne répondant plus aux besoins du marché, la société est mise en faillite,.

##### Ateliers Germain

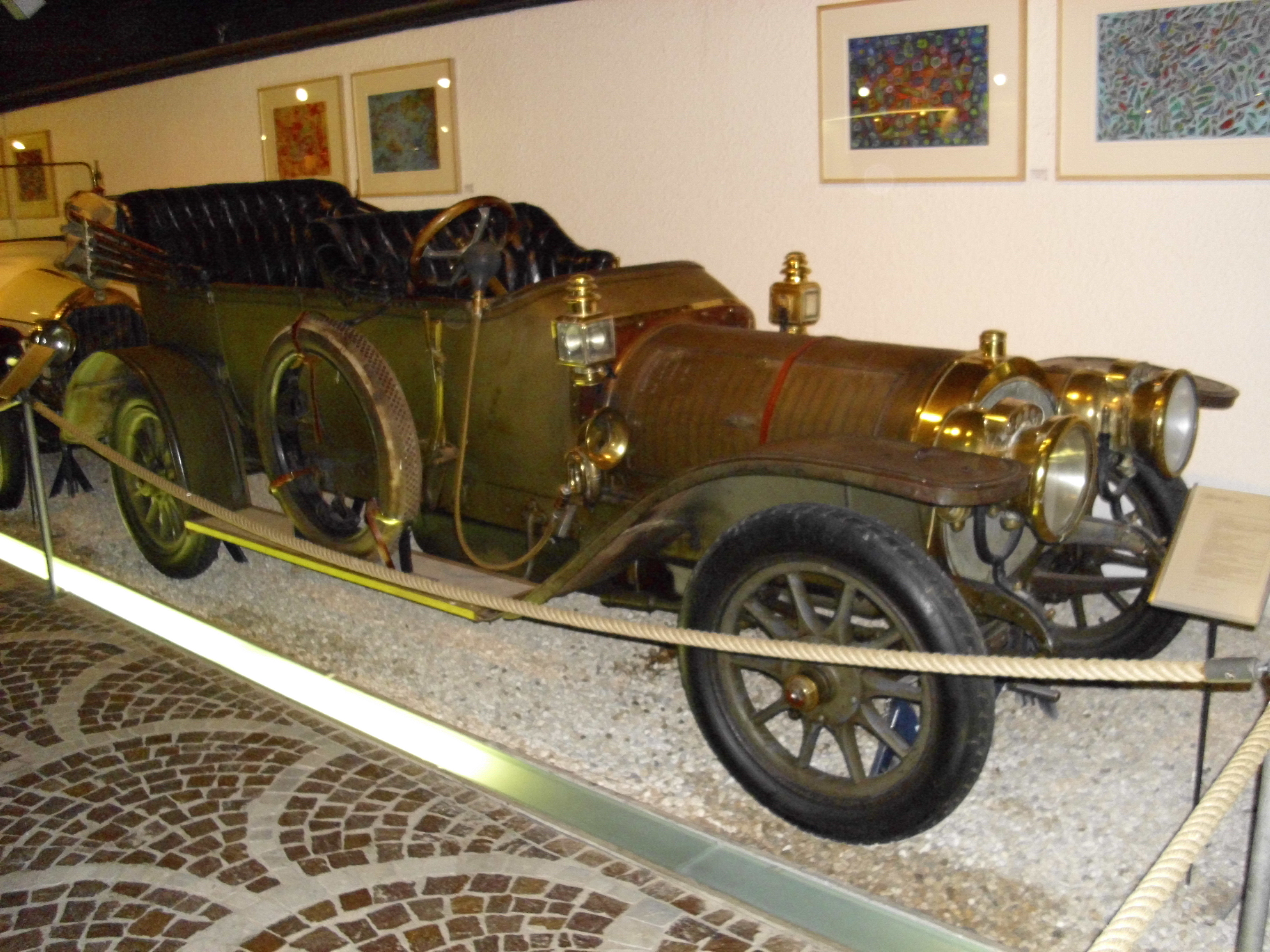
Automobile Germain 1909.

Les Ateliers Germain, dirigés en 1900 par M.Guillaume Van de Poel, sont construits rue de Trazegnies, sur l'élévation au-delà des établissements Zimmerman-Hanrez et Cie. Le 22 décembre 1845, Florent Dufour est autorisé à établir une fonderie de fer et une machine à vapeur destinée à activer cette fonderie. Elle fonctionna longtemps sous le nom « Forges et ateliers de construction de Monceau-sur-Sambre, A.Germain », pour devenir le 20 octobre 1897, « Société anonyme des ateliers Germain ». On y construit notamment des wagons, des tramways et des automobiles. Jusqu'à la Première Guerre mondiale, Germain a occupé une place dominante sur le marché automobile belge. En 1964, la Société Germain fusionne avec la Société Anglo-Franco-Belge de La Croyère sous la dénomination d'Anglo-Germain. Elle survit difficilement jusqu'en 1967 alors que La Croyère ferme l'année suivante.

#### Déclin industriel
L'année 1958 sonne le déclin des industries - traditionnelles - d'amont et d'aval de l'industrie charbonnière extractive. La fermeture en 1980 du dernier charbonnage du bassin de Charleroi est la dernière étape de la descente aux enfers - accentuée pendant les années 1960-1970 - et le début de la reconversion industrielle.

#### Reconversion
- Des organismes de formation se sont implantés dans les Ateliers Hanrez en 2002 pour une nouvelle activité sur ce site.
- Pour éviter la désaffection des habitants pour les quartiers proches des industries défuntes, la zone de Marchienne-Monceau a vu sa desserte en transports en commun renforcée.
- De nouvelles habitations sociales ont été implantées sur le site des Ateliers Germain.
- Assainissement du site désaffecté du puits no 4 (Martinet) du charbonnage de Monceau Fontaine pour y ériger un éco-quartier à cheval sur Monceau-sur-Sambre et Roux[54],[55].

### Transports
La localité est traversée par les lignes des TEC Charleroi : 43, 51, 71, 72, 75, 77, 83 et 172.

## Maison communale annexe
La fusion des communes de 1977 a centralisé les services à la population : la maison communale annexe de Monceau-sur-Sambre - rue Albert Camus, no 7 - en réduit les désagréments.

## Sports et vie associative

### Infrastructures

#### Centre sportif féminin Fernand Ballens
Rue Albert Camus, no 24 à 6031-Monceau-sur-Sambre.

#### Charleroi Sport Santé
Rue de Goutroux, no 39 à 6031-Monceau-sur-Sambre.

## Personnalités
- Alice Bron (1850-1904), philanthrope engagée en faveur des ouvriers et des femmes
- Marcel Denis (1923-2002), auteur de bande dessinée.
- Victor Soulaire (1877-1943), compositeur et chef d'orchestre né à Monceau-sur-Sambre[réf. nécessaire].
- Yvonne Vieslet (1908-1918), victime de la Première Guerre mondiale.